# Перловы
Пе́рловы — предприниматели-чаеторговцы, выходцы из московских посадских людей, с 1836 года — потомственные почётные граждане, с 1887 года — потомственные дворяне.

## Происхождение рода
Первые представители династии Перловых известны по исповедным книгам начала XVIII в. церкви Святого Алексия Митрополита в Рогожской слободе.
Исторической заслугой купцов Перловых была популяризация чая в России и его широкое распространение среди простого народа. Первый фирменный магазин Перловых открылся в 1823 году на Ильинке.
6 февраля 1887 по указу Александра III в год столетия фирмы Перловых потомственным почетным гражданам Сергею, Алексею, Василию, Ивану и Николаю Перловым было пожаловано потомственное дворянство — «во внимание к 100-летней деятельности рода московских купцов Перловых на поприще торговли и в воздаяние их заслуг».

## Герб
В лазоревом щите шесть расположенных кругообразно жемчужин (перлов) натурального цвета.
На щите дворянский коронованный шлем. Нашлемник:  между двух лазоревых орлиных крыльев, на каждом из которых по жемчужине натурального цвета, чайный куст с шестью цветками натурального цвета. Намёт на щите лазоревый, подложенный серебром. Девиз: "ЧЕСТЬ В ТРУДЕ" серебром по лазури.

## Персоналии
- Перлов, Иван Михайлов (1700—1759)
  - Перлов, Алексей Иванович (1751—1813)
    - Перлов, Василий Алексеевич (1784—1869)
      - Перлов, Семён Васильевич (1821—1879)
        - Перлов, Василий Семёнович (1841—1892)
        - Перлов, Иван Семёнович (1843—1900)
        - Перлов, Николай Семёнович (1849—1911)

      - Перлов, Сергей Васильевич (1835—1911)
      - Перлов,  Флорентий Васильевич (1824—1874)

    - Перлов, Михаил Алексеевич (1794—1860)
    - Перлов, Иван Алексеевич (1796—1861)